# Служба иммиграции и натурализации США
Служба иммиграции и натурализации (англ. Immigration and Naturalization Service, INS, Legacy INS) — упразднённая после терактов 11 сентября служба федерального правительства США. Функции этой службы были переданы из Министерства юстиции США в три новообразованных службы:
- Служба гражданства и иммиграции США (англ. U.S. Citizenship and Immigration Services);
- Иммиграционная и таможенная полиция США (англ. U.S. Immigration and Customs Enforcement);
- Погранично-таможенная служба США (англ. U.S. Customs and Border Protection).

Все три новых службы вошли в состав тоже новообразованного Министерства внутренней безопасности (англ. Department of Homeland Security).